# Dunchad van Reims
Dunchad van Reims was een Ierse leraar en grammaticus, die in de negende eeuw leefde. 
Dunchad gaf op de abdijschool van de Abdij van Reims onder andere les aan Remigius van Auxerre. 
Net als zijn Ierse collega's en tijdgenoten Martin Hiberniensis en Johannes Scotus introduceerde hij in het Frankische rijk de studie van de vroeg-vijfde-eeuwse auteur Martianus Capella. Zij maakten hierbij gebruik van commentaren en "Accessus ad auctores", introducties, waarbij gebruik wordt gemaakt van een standaardtechniek van logisch onderzoek.

## Voetnoten
1. ↑  (en)  German Literature of the Early Middle Ages, Edited by Brian Murdoch, 2004, pag. 38